# Liberate Me
«Liberate Me» es una canción de la banda Our Last Night. Fue lanzado el 26 de junio de 2012 como primer sencillo de su tercer álbum de estudio Age of Ignorance.

## Créditos

### Our Last Night
- Trevor Wentworth - vocalista
- Matt Wentworth - vocalista, guitarra líder
- Alex "Woody" Woodrow - bajo
- Tim Molloy - batería

- Datos: Q47771042